# SD Gundam
Super Deformed Gundam (SDガンダム, SD Gandamu) ou SD Gundam est une franchise d'animation japonaise dont les œuvres sont des parodies de la saga Gundam, en adoptant les codes graphiques du super deformed (abrégé SD). À l'origine une courte série d'OAV, elle s'étend grâce à son succès sur divers supports (mangas, jeux vidéo, romans) et acquiert une part de marché importante dans le domaine des maquettes de robots.

## Origine du concept
La genèse de SD Gundam commence par une illustration soumise au magazine Model News (édité par Bandai) en 1980 par Koji Yokoi, un lycéen de Nagoya. Le dessin représente un Gundam doté de proportion inhabituelle, puisque la tête mesure la moitié de la taille totale du robot. Cela suffit pour intéresser le rédacteur en chef de Model News qui offre au jeune auteur la possibilité d'y publier de courtes BD humoristiques en quatre cases (yonkoma). 
Le format SD est très adapté pour les jouets en capsule (gashapon), c'est donc par là que les premiers produits dérivés sont commercialisés en 1985, via une ligne de gashapon nommée SD Gundam World. Bien qu'au début, SD Gundam n'était qu'une parodie de la franchise Gundam, de nombreuses séries en sont dérivées dans les années 1990, comme SD Sengokuden (Musha Gundam) qui s'inspire de l'époque Sengoku, SD Gundam Gaiden (Knight Gundam) qui prend pour cadre un univers médiéval-fantastique et SD Command Chronicles dans un style plus contemporain, pour ne citer que les principaux.
La popularité de la franchise permet à Bandai (l'ayant droit) d'exploiter d'autres supports, comme les mangas, les cartes à jouer, les jeux vidéo, etc. Quant aux animes, le premier est réalisé en 1988 par Tetsuro Amino, et de nombreuses suites suivront. Dans les années 2000, la franchise commence à gagner une certaine popularité dans le monde, notamment avec la diffusion de SD Gundam Force sur Cartoon Network aux États-Unis, en 2003.

## Maquettes
Alors que les maquettes traditionnelles de Gundam visent un certain réalisme (thème fort de la franchise), celles de SD Gundam offrent de grandes possibilités de personnalisation ; ainsi, il est possible de combiner différentes parties des maquettes pour en créer de nouvelles. Modifier les robots de SD Gundam est devenu très populaire au Japon, autant si ce n'est plus que les maquettes habituelles. En 2007, pas moins de 300 kits ont été commercialisés en tout. Bandai tire parfois partie de ces créations originales dans ses mangas issus de la franchise, et organise chaque mois un concours de robots personnalisés (souvent des Musha Gundam, la gamme phare).
Ces kits sont nommés plus précisément « SD Gundam BB Senshi ».

## Liste des œuvres

### Animes
- Mobile Suit SD Gundam (1988)
- Mobile Suit SD Gundam Mk I (1989)
- Mobile Suit SD Gundam Mk II (1989)
- SD Gundam's Counterattack (1989)
- Mobile Suit SD Gundam Mk III (1990)
- Mobile Suit SD Gundam Mk IV (1990)
- Mobile Suit SD Gundam Mk V (1990)
- SD Gundam Side Story (1990)
- SD Gundam Scramble (1991)
- SD Gundam: Dawn of Paparu (1991)
- Doozy Bots (1991)
- SD Gundam Festival (1993)
- SD Gundam Mushaparaku (2001)
- SD Gundam Mushaparaku 2 (2003)
- SD Gundam Force (2004)
- SD Gundam Sangokuden Brave Battle Warriors (2010)

### Mangas
Au Japon, de courtes BD estampillées SD Gundam paraissent souvent dans les manuels d'assemblage des kits BB Senshi ; on les compile habituellement sous le nom de Comic World (dessiné par MARSHI, pseudonyme de Susumu Imaishi). Les scénarios peuvent différer des œuvres originales et même proposer des histoires alternatives dans les gammes plus récentes (surtout les Musha Gundam).
Quant aux mangas à proprement parler, ils étaient presque tous prépubliés dans le magazine Comic BonBon (aujourd'hui disparu) appartenant à Kōdansha, à quelques exceptions près comme Musharetsuden ZERO qui est paru dans Hobby Japan. En revanche, ces derniers ne se sont pas exportés, mis à part à Hong Kong où Rightman Publishing en a publié quelques-uns.

#### Musha Gundam
- SD Musha Gundam fūnroku de Koichi Yamato (9 volumes)
- Shin Musha Gundam shichinin no choushougun de Masahiro Kanda (2 volumes)
- Shin Musha Gundam chou kidou daishougun de Masahiro Kanda (3 volumes)
- Chou Musha Gundam bushin kirahagane de Masahiro Kanda (2 volumes)
- Chou Musha Gundam touba daishougun de Masahiro Kanda (2 volumes)
- Shin Musha Gundam tensei shichinin shū de Masahiro Kanda (2 volumes)
- Shin Musha Gundam musha senki hakari no hengen hen de Masahiro Kanda (2 volumes)
- SD Gundam Musha Generation de Masahiro Kanda (no takubon yet)
- SD Gundam Mushamaruden de Masato Ichishiki (2 volumes)
- SD Gundam Mushamaruden 2 de Masato Ichishiki (2 volumes)
- SD Gundam Mushamaruden 3 de Masato Ichishiki (3 volumes)
- SD Gundam Force emaki musharetsuden bukabuka hen de Masato Ichishiki (3 volumes)
- Musharetsuden Zero de MARSHI (prépublié dans Hobby Japan, 1 volume)
- Musha banchō fūnroku de Masato Ichishiki (4 volumes)
- SD Gundam sangokuden fūun gouketsu hen de Tokita Koichi (2 volumes)
- SD Gundam sangokuden eiyū gekitotsu hen de Kentarō Yano (prépublié dans Kerokero Ace)

#### Gundam Gaiden
- SD Gundam Gaiden Knight Gundam monogatari de Ryūichi Hoshino (10 volumes)
- SD Gundam Gaiden Knight Gundam monogatari special de Ryūichi Hoshino (3 volumes)
- Knight Gundam kikoushin densetsu de Ryūichi Hoshino (3 volumes)
- Knight Gundam Maryū zero no kishidan de Ryūichi Hoshino (2 volumes)
- Knight Gundam Gold Saga de Ryūichi Hoshino (3 volumes)
- Knight Gundam gaitoushin senki de Ryūichi Hoshino (2 volumes)
- Knight Gundam seiden de Ryūichi Hoshino (3 volumes)
- Knight Gundam kishidan (Powered) de Ryūichi Hoshino (en cours)
- SD Gundam eiyuden de Koichi Tokita (5 volumes)

#### Autres
- SD Gundam Daibokan G Vehicle
- SD Gundam fullcolor gekijou de Azuma Yuki (9 volumes, en cours)

### Jeux vidéo
Au début, les jeux vidéo tirés de SD Gundam étaient principalement des jeux de stratégies au tour par tour ou de combat. Cependant, d'autres genres sont explorés par la suite.
D'autres jeux vidéo ne faisant pas à proprement parler partis de la franchise incorporent des robots SD, comme le jeu de rôle Gundam True Odyssey ou la série Super Robot Wars. À l'inverse, un Musha Gundam aux proportions normales peut être débloqué dans les Dynasty Warriors: Gundam ; l'idée est reprise ensuite pour les cartes à collectionner.